# Trichogonia
Trichogonia, rod glavočika iz podtribusa Trichogoniinae, dio tribusa Eupatorieae. Postoji 26 južnoameričkih vrsta

## Opis
Trichogonia je rod od oko dvadesetak vrsta koji je najčešći u Brazilu, ali se također može naći u Paragvaju, Boliviji, Kolumbiji i Venezueli. Za rod je karakteristična gusta dlakavost na gornjem dijelu vjenčića. Mnoge vrste imaju peraste papuse, iako postoje i bezpapusne vrste.

## Vrste
1. Trichogonia arguta Benth. & Hook.f.
2. Trichogonia attenuata G.M.Barroso
3. Trichogonia campestris Gardner
4. Trichogonia capitata B.L.Rob.
5. Trichogonia chodatii (Hassl.) R.M.King & H.Rob.
6. Trichogonia cinerea (Gardner) R.M.King & H.Rob.
7. Trichogonia crenulata (Gardner) D.J.N.Hind
8. Trichogonia eupatorioides (Gardner) R.M.King & H.Rob.
9. Trichogonia fiebrigii Mattf.
10. Trichogonia grazielae R.M.King & H.Rob.
11. Trichogonia harleyi R.M.King & H.Rob.
12. Trichogonia hassleri Mattf.
13. Trichogonia heringeri R.M.King & H.Rob.
14. Trichogonia hirtiflora Sch.Bip. ex Baker
15. Trichogonia laxa Gardner
16. Trichogonia menthifolia Gardner
17. Trichogonia munhozii H.Rob.
18. Trichogonia phlebodes (B.L.Rob.) R.M.King & H.Rob.
19. Trichogonia prancei G.M.Barroso
20. Trichogonia rhadinocarpa B.L.Rob.
21. Trichogonia rhodotricha Malme
22. Trichogonia salviifolia Gardner
23. Trichogonia santosii R.M.King & H.Rob.
24. Trichogonia spathulifolia Mattf.
25. Trichogonia tombadorensis R.M.King & H.Rob.
26. Trichogonia villosa Sch.Bip. ex Baker

## Sinonimi
- Kuhnia sect.Trichogonia DC.; Prodr. [A. DC.] 5: 126 (1836)